# Chromatoiulus bicolor
Chromatoiulus bicolor är en mångfotingart som beskrevs av Imre Loksa 1970. Chromatoiulus bicolor ingår i släktet Chromatoiulus och familjen kejsardubbelfotingar. Inga underarter finns listade i Catalogue of Life.